# Take Me with U
Take Me with U is een nummer van de Prince & The Revolution uit 1985. Het is de zesde single van Purple Rain, het zesde studioalbum van Prince.
Het nummer bereikte een bescheiden 25e positie in de Verenigde Staten. In het Verenigd Koninkrijk verscheen het als dubbele A-kant met Let's Go Crazy en bereikte het de 7e positie. "Take Me with U" bereikte in het Nederlandse taalgebied geen hitparades.